# Plants vs. Zombies Heroes
Plants vs. Zombies: Heroes là một video game free-to-play thể loại Card collecting game năm 2016, được phát triển bởi PopCap Games và phân phối bởi Electronic Arts. Đây là phần tiếp nối của series Plants vs. Zombies, được phát hành toàn thế giới trên iOS và Android vào ngày 10 tháng 3 năm 2016. Plants vs. Zombies: Heroes còn có một số liên kết đến tựa game bắn súng vui nhộn Plants vs Zombies: Garden Warfare 2. Phiên bản hiện tại: 1.12.6

## Đặc điểm
Plants vs Zombies: Heroes là một game mobile free-to-play sử dụng bối cảnh và các nhân vật trong loạt game đình đám Plants vs Zombies nhưng lần này nó được đặt trong một gameplay PvP tương tự như Clash Royale. Cuộc chiến trong Plants vs Zombies: Heroes vẫn tiếp tục được chia thành hai 2 phe cánh quen thuộc là Plants và Zombies.

### Bối cảnh
Câu chuyện trong Plants vs Zombies: Heroes nói về tiến sĩ Zomboss, một nhà khoa học chuyên nghiên cứu về Zombie, ông đã làm Hero-Tron 5000 với mong muốn biến Zombie thành các siêu anh hùng. Tuy nhiên, ông đã lỡ tay chạm vào nút "Hủy". Kết quả là ông đã tạo ra cả Anh hùng Zombie lẫn Anh hùng Thực Vật. Và cuộc chiến bắt đầu từ đây.

### Cách chơi
Cũng giống như series Plants vs. Zombies, trong trận chiến, người chơi vẫn rất cần năng lượng mặt trời để di chuyển các chiến binh cây cỏ của mình về phía đối phương. Người chơi sẽ điều khiển một Hero trong ván bài để chiến đấu và hạ gục Hero của đối phương. Các đơn vị anh hùng của bạn có thể được tăng lực để gia tăng thêm sức mạnh đáng kể khi chiến đấu. Một số đơn vị anh hùng chỉ có thể được chơi dưới hồ nước hoặc trên mái nhà rất quen thuộc. Mỗi hero đều có những kỹ năng chiến đấu và tuyệt chiêu riêng giúp trấn áp kẻ địch.
Điểm độc đáo nữa trong Plants vs. Zombies: Heroes cần phải nói đến là một khi đã đạt đến cấp độ nhất định, người chơi hoàn toàn có thể bắt đầu nhập vai Zombies thay vì Plants. Trong vai trò là Zombie, người chơi sẽ có lợi thế riêng của mình như việc dễ dàng ẩn thân dưới các nấm bia mộ để tránh sự tấn công.

### Chức năng phụ
Nếu như người chơi còn nhớ tới Crazy Dave, anh chàng bán các loại mặt hàng, trang bị điên khùng này sẽ xuất hiện với một vai trò mới trong Plants vs Zombies: Heroes. Cụ thể, công việc của Crazy Dave là giới thiêụ đến người chơi các chiến dịch chơi đơn trong đó bao gồm rất nhiều nhiệm vụ và thử thách khác nhau để bạn từ từ khám phá. Game thủ có thể lựa chọn chế độ bình thường theo cốt truyện hoặc đi vào đánh xếp hạng trong Multiplayer. Hiện game cung cấp 20 cuộc phiêu lưu độc đáo và 5 trận chiến trong mỗi cuộc phiêu lưu.

## Chế độ chơi
Trò chơi này có thể điều khiển chơi cả Zombies và các Plants, bao gồm các chế độ chơi chính:

### Plants Mission
Trong chế độ chơi này, người chơi phải hoàn thành các màn chơi nhập vai các Plants.
| Màn chơi   | Tên màn chơi                 | Trùm cuối            |
| ---------- | ---------------------------- | -------------------- |
| Mission 1  | Impfinity's Wild Ride        | Impfinity            |
| Mission 2  | Junkyard Ambush!             | Rustbolt             |
| Mission 3  | Ice Zombie Cometh            | Brain Freeze         |
| Mission 4  | IMPossible!                  | Z-Mech               |
| Mission 5  | Beware the Bewitching Zombie | Immorticia           |
| Mission 6  | Attack of the Tentacles!     | Neptuna              |
| Mission 7  | Dance off the Disco          | Electric Boogaloo    |
| Mission 8  | Zombopolis Apocalypse        | Super Brainz         |
| Mission 9  | Battle of the Belt           | The Smash            |
| Mission 10 | A Schooling at Zombie U      | Professor Brainstorm |
| Mission 11 | The Mechanical Menace Rises  | Z-Mech               |
| Mission 12 | Zombie on Ice!               | Brain Freeze         |
| Mission 13 | A Fun-Dead Education         | Professor Brainstorm |
| Mission 14 | She Came From The Sea        | Neptuna              |
| Mission 15 | Haunting at Morbid Manor     | Immorticia           |
| Mission 16 | Impfinity Rides Again        | Impfinity            |
| Mission 17 | Boom at the Backyard Brawl   | The Smash            |
| Mission 18 | Return to Zombopolis         | Super Brainz         |
| Mission 19 | Disco Inferno                | Electric Boogaloo    |
| Mission 20 | No Joke at the Junkyard      | Rustbolt             |

### Zombies Mission
Trong chế độ chơi này, người chơi phải hoàn thành các màn chơi nhập vai các Zombie.
| Màn chơi   | Tên màn chơi                   | Trùm cuối           |
| ---------- | ------------------------------ | ------------------- |
| Mission 1  | Battle at the BBQ              | Green Shadow        |
| Mission 2  | The Great Cave Raid            | Spudow              |
| Mission 3  | It Came from the Greenhouse!   | Chompzilla          |
| Mission 4  | Code Orange! Citron Invades!   | Citron              |
| Mission 5  | KO at the OK Arcade            | Solar Flare         |
| Mission 6  | A Fight to the Finish Line     | Grass Knuckles      |
| Mission 7  | Everything's Coming Up Goats!  | Rose                |
| Mission 8  | Menace on Molten Mountain      | Captain Combustible |
| Mission 9  | Mini-Golf Standoff             | Wall-Knight         |
| Mission 10 | When Fungi Attack              | Night Cap           |
| Mission 11 | Hot Lava Deadlock              | Captain Combustible |
| Mission 12 | Putt-Putt Rumble               | Wall-Knight         |
| Mission 13 | Mushroom-Fu Fight!             | Night Cap           |
| Mission 14 | The Foe with the Furious Fists | Grass Knuckles      |
| Mission 15 | Stormin' the Castle            | Rose                |
| Mission 16 | Attack of the Explosive Spuds! | Spudow              |
| Mission 17 | Return of the Chompzilla       | Chompzilla          |
| Mission 18 | To the Moon!                   | Citron              |
| Mission 19 | Game On, Flame On!             | Solar Flare         |
| Mission 20 | A Shadow Falls                 | Green Shadow        |

### Multiplayer
Trong chế độ chơi này, người chơi sẽ đấu với những người chơi khác trên khắp thế giới để thu thập kinh nghiệm và đạt danh hiệu trên Bảng xếp hạng để nhận được những phần quà hấp dẫn là Kim cương. Người chơi được quyền lựa chọn nhập vai chơi các Plant Hero hoặc các Zombie Hero.

## Các Heroes

### Plants
- Green Shadow:(BÓNG XANH) Dựa trên Peashooter (đậu bắn súng);
- Solar Flare:(MẶT TRỜI RỰC LỬA) Dựa trên Sunflower (hoa hướng dương);
- Spudow:(KHOAI NỔ!) Dựa trên Potato Mine (mìn khoai tây);
- Wall-Knight:(HIỆP SĨ HẠT ÓC CHÓ) Dựa trên Wall-nut (hạt rào cản);
- Grass Knuckles:(CỎ VÕ SĨ) Dựa trên Bonk Choy (cải đấm bốc);
- Rose:(HỒNG) Dựa trên Rose (hoa hồng trong Plants vs Zombies: Garden Warfare 2)
- Citron:(CAM NĂNG LƯỢNG) Dựa trên Citron (cam năng lượng);
- Chompzilla:(SIÊU CÂY BẮT RUỒI) Dựa trên Chomper (hoa nhai tuốt);
- Night Cap:(PHIẾN NẤM ĐEN) Dựa trên Scaredy-Shroom (nấm nhút nhát)
- Captain Combustible:(THUYỀN TRƯỞNG NÓNG BỎNG) Dựa trên Torchwood (gốc cây cháy)
- Beta Carrotina:(CÀ RỐT-TINA) Dựa trên Intensive Carrot (cà rốt khôi phục)

### Zombie
- Z-Mech
- Brain Freeze: được phát triển dựa trên Zombie Yeti;
- Super Brainz: được phát triển dựa trên Basic Zombie;
- Impfinity: được phát triển dựa trên Imp;
- Electric Boogaloo: được phát triển dựa trên Disco Zombie;
- Rustbolt: được phát triển dựa trên Jetpack Zombie;
- Immorticia:được tạo ra dựa trên Phù Thủy
- The Smash: được phát triển dựa trên Gargantuar;
- Neptuna:được tạo ra dựa trên Bạch Tuộc
- Professor Brainstorm
- Huge Gigatacus

"Plants vs. Zombie Wiki".</ref>